# 愛知教育大学の人物一覧
愛知教育大学の人物一覧（あいちきょういくだいがくのじんぶついちらん）は、愛知教育大学に関係する人物の一覧記事。

## 著名な教職員
- 尾崎俊介 - 教育ガバナンス講座教授。アメリカ文学
- 田口尚幸  -  国語教育講座教授。日本文学・国語教育
- 井戸真伸 - 美術教育講座教授。デザイン

## 著名な教職員(かつて在籍していた教職員)
- 浅野和生 (考古学者) - 考古学者、美術教育講座教授
- 黒川知文 - 神学者、社会科教育講座教授
- 前田勉 - 思想史家、社会科教育講座教授
- 山中哲夫 - フランス文学者、外国語教育講座教授
- 後藤ひとみ - 教育学者、第12代学長
- 森山昭雄 - 地形学者

## OB・OG

### 政界
- 市川房枝 - 元参議院議員、婦人運動家
- 斎藤嘉隆 - 参議院議員、元参議院環境委員長
- 佐藤泰介 - 元参議院議員、元参議院総務委員長
- 前田雄吉 - 元衆議院議員、元健全なネットワークビジネスを育てる議員連盟事務局長（中退）
- 松原武久 - 元名古屋市長、元指定都市市長会会長、東海学園大学学長

### 行政・法曹
- 杉浦力 - 元総務事務次官、元会計検査院長、元警察庁中部管区警察局総務部長
- 村上文男 - 弁護士、元日本弁護士連合会副会長、元愛知県弁護士会会長

### 経済
- 位田尚隆 - 元リクルート社長

### 研究
- 石田利作 - 郷土史家、教育者、行政官、元昭和区長
- 太田功平 - 農学者、教育者
- 太田信夫 - 心理学者、筑波大学名誉教授、元東京福祉大学学長、元日本認知心理学会理事長
- 片岡真実 - キュレーター、京都芸術大学教授、森美術館館長、国立アートリサーチセンター長
- 加藤幸次 - 教育学者、上智大学名誉教授、元日本個性化教育学会会長、元社会科教育研究センター会長
- 加藤主税 - 言語学者、椙山女学園大学教授
- 白井利明 - 発達心理学者、大阪教育大学教授
- 高橋亨 - 国文学者、名古屋大学名誉教授、日本古典文学会賞
- 高良倉吉 - 歴史学者（琉球史）、琉球大学名誉教授、元沖縄県副知事、元沖縄県立博物館館長
- 柘植雅義 - 教育学者、筑波大学教授、筑波大学附属大塚特別支援学校校長、日本LD学会理事長
- 中尾憲一 - 宇宙物理学者、大阪公立大学教授
- 深草正博 - 歴史学者（西洋史）、皇學館大學教授
- 深谷圭助 - 教育学者、中部大学教授、立命館小学校前校長
- 水野かほる - 言語学者、静岡県立大学教授
- 山田朗 - 歴史学者（日本近代史）、明治大学教授、歴史教育者協議会委員長、野呂栄太郎賞
- 若尾政希 - 歴史学者（日本近世思想史）、一橋大学教授、歴史学研究会委員長、日本学術会議会員

### 芸能
- 天野鎮雄 - 俳優
- 安穂野香 - 歌手
- 安藤笑 - アイドル

### マスコミ
- 鈴木敏郎 - 元関西テレビ放送アナウンサー
- 小島一宏 - フリーアナウンサー、元名古屋テレビアナウンサー
- 前野沙織 - 元東海ラジオ放送アナウンサー
- ペリー荻野 - 時代劇研究家、コラムニスト

### スポーツ
- 石黒由美子 - 元アーティスティックスイミング選手
- 中野弘幸 - 陸上競技選手
- 兼松由香 - 女子ラグビー選手

### 文学
- 北川透 - 詩人
- 清水義範 - 小説家

### 芸術
- 磯野宏夫 - 画家
- 今村彩子 - 映画監督
- 内田新哉 - イラストレーター
- 江川達也 - 漫画家
- 大江慎一郎 - 漫画家
- 加藤マンヤ - 現代美術家
- 河合じゅんじ - 漫画家
- つくみず - 漫画家
- 辻村益朗 - 装丁家、絵本作家
- 名倉弘雄 - 日本画家
- ひぐらしカンナ - 漫画家
- 二木真希子-アニメーター、絵本作家
- まらしぃ - ピアニスト
- 山田卓司 - 漫画家
- 山本高之 - アーティスト

### YouTuber
- 虫眼鏡 - YouTuber、東海オンエア